# Oscar 2016
A 88.ª cerimônia do Oscar ou Oscar 2016 (no original: 88th Academy Awards), apresentada pela Academia de Artes e Ciências Cinematográficas (AMPAS), homenageou os melhores filmes, atores e técnicos de 2015. Aconteceu em 28 de fevereiro de 2016 no Teatro Dolby, Hollywood, em Los Angeles, às 17h30min no horário local. Durante a cerimônia, foram distribuídos os prêmios da Academia em vinte e quatro categorias, e a transmissão ao vivo foi realizada pela rede televisiva estadunidense American Broadcasting Company (ABC), com produção de David Hill e Reginald Hudlin e direção de Glenn Weiss. O ator e comediante Chris Rock, que havia apresentado o Oscar 2005, foi o anfitrião do evento pela segunda vez.
Em eventos relacionados, a Academia realizou a sétima edição do Governors Awards no Grand Ballroom da Hollywood and Highland Center em 14 de novembro de 2015, quando foram entregues os prêmios honorários. Em 13 de fevereiro de 2016, em uma cerimônia no Beverly Wilshire Hotel, em Beverly Hills, o Oscar Científico ou Técnico foi apresentado por Olivia Munn e Jason Segel.
Spotlight venceu dois prêmios, incluindo melhor filme. Mad Max: Fury Road foi a obra mais premiada da noite, com a conquista de seis estatuetas. The Revenant, com três vitórias, também se destacou em melhor diretor para Alejandro González Iñárritu e melhor ator para Leonardo DiCaprio. Brie Larson venceu a categoria de melhor atriz pelo filme Room; Mark Rylance e Alicia Vikander conquistaram as atuações coadjuvantes por Bridge of Spies e The Danish Girl, respectivamente. A edição também marcou a presença lusófona em melhor filme de animação, com a indicação do brasileiro O Menino e o Mundo.

## Indicados e vencedores
Os indicados ao Oscar 2016 foram anunciados em 14 de janeiro de 2016, às 5h30min no horário local, no Samuel Goldwyn Theater em Beverly Hills, pelos cineastas Guillermo del Toro e Ang Lee, a presidente da Academia Cheryl Boone Isaacs e pelo ator John Krasinski. O filme The Revenant se sobrepôs com indicação em doze categorias; Max Max: Fury Road, em seguida, recebeu dez. O brasileiro O Menino e o Mundo repercutiu no mundo lusófono, indicado em melhor filme de animação.
Os vencedores foram anunciados durante a cerimônia de premiação em 28 de fevereiro de 2016. Com duas estatuetas, Spotlight foi o primeiro filme, desde The Greatest Show on Earth (1952), a vencer apenas duas categorias, incluindo a principal. Alejandro González Iñárritu tornou-se o terceiro diretor a conquistar a categoria de direção por dois anos consecutivos. Em virtude da indicação pelo personagem Rocky Balboa, Sylvester Stallone foi a sexta pessoa a ser nomeada em anos diferentes — anteriormente em Rocky (1976) —, pelo mesmo papel. Aos oitenta e sete anos, Ennio Morricone tornou-se a pessoa mais velha a receber o Oscar, superado dois anos depois pelo roteirista James Ivory. Vencedor em Gravity e Birdman or (The Unexpected Virtue of Ignorance), Emmanuel Lubezki detém o título de única pessoa a conquistar o Oscar de melhor fotografia por três anos seguidos.

### Prêmios
Indica o ganhador dentro de cada categoria.
| Melhor Filme Spotlight – Michael Sugar, Steve Golin, Nicole Rocklin e Blye Pagon Faust - The Big Short – Brad Pitt, Dede Gardner e Jeremy Kleiner - Bridge of Spies – Steven Spielberg, Marc Platt e Kristie Macosko Krieger - Brooklyn – Finola Dwyer e Amanda Posey - Mad Max: Fury Road – Doug Mitchell e George Miller - The Martian – Simon Kinberg, Ridley Scott, Michael Schaefer e Mark Huffam - The Revenant – Arnon Milchan, Steve Golin, Alejandro G. Iñárritu, Mary Parent e Keith Redmon - Room – Ed Guiney | Melhor Diretor Alejandro G. Iñárritu – The Revenant - Lenny Abrahamson – Room - Tom McCarthy – Spotlight - Adam McKay – The Big Short - George Miller – Mad Max: Fury Road |
| Melhor Ator/Actor (Principal) Leonardo DiCaprio – The Revenant como Hugh Glass - Bryan Cranston – Trumbo como Dalton Trumbo - Matt Damon – The Martian como Mark Watney - Michael Fassbender – Steve Jobs como Steve Jobs - Eddie Redmayne – The Danish Girl como Lili Elbe / Einar Wegener | Melhor Atriz/Actriz (Principal) Brie Larson – Room como Joy "Ma" Newsome - Cate Blanchett – Carol como Carol Aird - Jennifer Lawrence – Joy como Joy Mangano - Charlotte Rampling – 45 Years como Kate Mercer - Saoirse Ronan – Brooklyn como Eilis Lacey |
| Melhor Ator/Actor Coadjuvante/Secundário Mark Rylance – Bridge of Spies como Rudolf Abel - Christian Bale – The Big Short como Michael Burry - Tom Hardy – The Revenant como John Fitzgerald - Mark Ruffalo – Spotlight como Michael Rezendes - Sylvester Stallone – Creed como Rocky Balboa | Melhor Atriz/Actriz Coadjuvante/Secundária Alicia Vikander – The Danish Girl como Gerda Wegener - Jennifer Jason Leigh – The Hateful Eight como Daisy Domergue - Rooney Mara – Carol como Therese Belivet - Rachel McAdams – Spotlight como Sacha Pfeiffer - Kate Winslet – Steve Jobs como Joanna Hoffman |
| Melhor Roteiro/Argumento - Original Spotlight – Josh Singer e Tom McCarthy - Bridge of Spies – Matt Charman, Ethan Coen e Joel Coen - Ex Machina – Alex Garland - Inside Out – Pete Docter, Meg LeFauve, Josh Cooley e Ronnie del Carmen - Straight Outta Compton – Jonathan Herman, Andrea Berloff, S. Leigh Savidge e Alan Wenkus | Melhor Roteiro/Argumento - Adaptado The Big Short – Charles Randolph e Adam McKay por adaptação baseada no livro The Big Short de Michael Lewis - Brooklyn – Nick Hornby por Brooklyn de Colm Tóibín - Carol – Phyllis Nagy por The Price of Salt de Patricia Highsmith - The Martian – Drew Goddard por The Martian de Andy Weir - Room – Emma Donoghue por Room de Emma Donoghue                                                                       |
| Melhor Filme de Animação Inside Out – Pete Docter e Jonas Rivera - Anomalisa – Charlie Kaufman, Duke Johnson e Rosa Tran - O Menino e o Mundo – Alê Abreu - Shaun the Sheep Movie – Mark Burton e Richard Starzak - Omoide no Marnie – Hiromasa Yonebayashi e Yoshiaki Nishimura | Melhor Filme Estrangeiro Saul fia ( Hungria) – László Nemes - El abrazo de la serpiente ( Colômbia) – Ciro Guerra - Krigen ( Dinamarca) – Tobias Lindholm - Mustang ( França) – Deniz Gamze Ergüven - Theeb ( Jordânia) – Naji Abu Nowar |
| Melhor Documentário em Longa-metragem Amy – Asif Kapadia e James Gay-Rees - Cartel Land – Matthew Heineman e Tom Yellin - The Look of Silence – Joshua Oppenheimer e Signe Byrge Sørensen - What Happened, Miss Simone? – Liz Garbus, Amy Hobby e Justin Wilkes - Winter on Fire – Evgeny Afineevsky e Den Tolmor | Melhor Documentário em Curta-metragem A Girl in the River: The Price of Forgiveness – Sharmeen Obaid-Chinoy - Body Team 12 – David Darg e Bryn Mooser - Chau, Beyond the Lines – Courtney Marsh e Jerry Franck - Claude Lanzmann: Spectres of the Shoah – Adam Benzine - Last Day of Freedom – Dee Hibbert-Jones e Nomi Talisman |
| Melhor Curta-metragem Stutterer – Benjamin Cleary e Serena Armitage - Alles wird gut – Patrick Vollrath - Ave Maria – Eric Dupont e Basil Khalil - Day One – Henry Hughes - Shok – Jamie Donoughue | Melhor Animação em Curta-metragem Historia de un oso – Pato Escala Pierart e Gabriel Osorio Vargas - Mi ne mozhem zhit bez kosmosa – Konstantin Bronzit - Prologue – Imogen Sutton e Richard Williams - Sanjay's Super Team – Nicole Paradis Grindle e Sanjay Patel - World of Tomorrow – Don Hertzfeldt |
| Melhor Trilha Sonora/Banda Sonora The Hateful Eight – Ennio Morricone - Bridge of Spies – Thomas Newman - Carol – Carter Burwell - Sicario – Jóhann Jóhannsson - Star Wars: The Force Awakens – John Williams | Melhor Canção original "Writing's on the Wall" por Spectre – Jimmy Napes e Sam Smith - "Manta Ray" por Racing Extinction – J. Ralph e Antony Hegarty - "Simple Song #3" por Youth – David Lang - "Earned It" por Fifty Shades of Grey – The Weeknd, Belly, Jason Quenneville e Stephan Moccio - "Til It Happens to You" por The Hunting Ground – Diane Warren e Lady Gaga                                                                                |
| Melhor Edição de Som Mad Max: Fury Road – Mark Mangini e David White - The Martian – Oliver Tarney - The Revenant – Martin Hernández e Lon Bender - Sicario – Alan Robert Murray - Star Wars: The Force Awakens – Matthew Wood e David Acord | Melhor mixagem/mistura de Som Mad Max: Fury Road – Chris Jenkins, Gregg Rudloff e Ben Osmo - Bridge of Spies – Andy Nelson, Gary Rydstrom e Drew Kunin - The Martian – Paul Massey, Mark Taylor e Mac Ruth - The Revenant – Jon Taylor, Frank A. Montaño, Randy Thom e Chris Duesterdiek - Star Wars: The Force Awakens – Andy Nelson, Christopher Scarabosio e Stuart Wilson                                                                            |
| Melhor Direção de Arte Mad Max: Fury Road – Colin Gibson e Lisa Thompson - Bridge of Spies – Rena DeAngelo, Bernhard Henrich e Adam Stockhausen - The Danish Girl – Michael Standish e Eve Stewart - The Martian – Celia Bobak e Arthur Max - The Revenant – Jack Fisk e Hamish Purdy | Melhor Cinematografia/Fotografia The Revenant – Emmanuel Lubezki - Carol – Ed Lachman - The Hateful Eight – Robert Richardson - Mad Max: Fury Road – John Seale - Sicario – Roger Deakins |
| Melhor Maquiagem/Caracterização Mad Max: Fury Road – Lesley Vanderwalt, Elka Wardega e Damian Martin - Hundraåringen som klev ut genom fönstret och försvann – Love Larson e Eva von Bahr - The Revenant – Siân Grigg, Duncan Jarman e Robert Pandini | Melhor Figurino/Guarda-Roupa Mad Max: Fury Road – Jenny Beavan - Carol – Sandy Powell - Cinderella – Sandy Powell - The Danish Girl – Paco Delgado - The Revenant – Jacqueline West |
| Melhor Edição/Montagem Mad Max: Fury Road – Margaret Sixel - The Big Short – Hank Corwin - The Revenant – Stephen Mirrione - Spotlight – Tom McArdle - Star Wars: The Force Awakens – Maryann Brandon e Mary Jo Markey | Melhores Efeitos Visuais Ex Machina – Mark Williams Ardington, Sara Bennett, Paul Norris e Andrew Whitehurst - Mad Max: Fury Road – Andrew Jackson, Dan Oliver, Andy Williams e Tom Wood - The Martian – Anders Langlands, Chris Lawrence, Richard Stammers e Steven Warner - The Revenant – Richard McBride, Matt Shumway, Jason Smith e Cameron Waldbauer - Star Wars: The Force Awakens – Chris Corbould, Roger Guyett, Patrick Tubach e Neal Scanlan |

### Prêmios honorários
- Spike Lee — cineasta, educador, iconoclasta e artista;[13]
- Gena Rowlands — "iluminou a experiência humana através de suas performances brilhantes, apaixonadas e destemidas".[13][14]

### Prêmio Humanitário Jean Hersholt
- Debbie Reynolds — "por suas contribuições de caridade e esforços incansáveis em prol da saúde mental como membro-fundadora do The Thalians".[15]

### Filmes com mais prêmios e indicações
| Indicações | Filme                        |
| ---------- | ---------------------------- |
| 12         | The Revenant                 |
| 10         | Mad Max: Fury Road           |
| 7          | The Martian                  |
| 6          | Bridge of Spies              |
| 6          | Carol                        |
| 6          | Spotlight                    |
| 5          | Star Wars: The Force Awakens |
| 5          | The Big Short                |
| 4          | Room                         |
| 4          | The Danish Girl              |
| 3          | Brooklyn                     |
| 3          | Sicario                      |
| 3          | The Hateful Eight            |
| 2          | Ex Machina                   |
| 2          | Inside Out                   |
| 2          | Steve Jobs                   |

| Vitórias | Filme              |
| -------- | ------------------ |
| 6        | Mad Max: Fury Road |
| 3        | The Revenant       |
| 2        | Spotlight          |

## Apresentadores e performances
As seguintes personalidades apresentaram categorias ou realizaram números individuais:

### Apresentadores (em ordem de aparição)
| Nome(s)                                        | Função                                                                         |
| ---------------------------------------------- | ------------------------------------------------------------------------------ |
| Ellen K                                        | Anunciou o início da cerimônia                                                 |
| Emily Blunt Charlize Theron                    | Apresentaram a categoria de melhor roteiro original                            |
| Russell Crowe Ryan Gosling                     | Apresentaram a categoria de melhor roteiro adaptado                            |
| Sarah Silverman                                | Introduziu a performance de "Writing's on the Wall"                            |
| Henry Cavill Kerry Washington                  | Apresentaram os segmentos dos filme The Martian e The Big Short                |
| J. K. Simmons                                  | Apresentou a categoria de melhor atriz coadjuvante                             |
| Cate Blanchett                                 | Apresentou a categoria de melhor figurino                                      |
| Steve Carell Tina Fey                          | Apresentou a categoria de melhor direção de arte                               |
| Jared Leto Margot Robbie                       | Apresentaram a categoria de melhor maquiagem e penteados                       |
| Jennifer Garner Benicio del Toro               | Apresentaram os segmentos dos filmes The Revenant e Mad Max: Fury Road         |
| Michael B. Jordan Rachel McAdams               | Apresentaram a categoria de melhor fotografia                                  |
| Priyanka Chopra Liev Schreiber                 | Apresentaram a categoria de melhor edição                                      |
| Chadwick Boseman Chris Evans                   | Apresentaram a categoria de melhor edição de som e melhor mixagem de som       |
| Andy Serkis                                    | Apresentou a categoria de melhores efeitos visuais                             |
| Olivia Munn Jason Segel                        | Apresentaram o segmento do Oscar Científico ou Técnico                         |
| Kevin, Stuart e Bob                            | Apresentaram a categoria de melhor curta-metragem de animação                  |
| Xerife Woody Buzz Lightyear Squeeze Toy Aliens | Apresentaram a categoria de melhor filme de animação                           |
| Kevin Hart                                     | Introduziu a performance de "Earned It"                                        |
| Kate Winslet Reese Witherspoon                 | Apresentaram os segmentos dos filmes Bridge of Spies e Spotlight               |
| Patricia Arquette                              | Apresentou a categoria de melhor ator coadjuvante                              |
| Louis C.K.                                     | Apresentou a categoria de melhor documentário em curta-metragem                |
| Dev Patel Daisy Ridley                         | Apresentou a categoria de melhor documentário em longa-metragem                |
| Whoopi Goldberg                                | Apresentou o segmento do Oscar Honorário e do Prêmio Humanitário Jean Hersholt |
| Cheryl Boone Isaacs                            | Apresentação especial sobre diversidade                                        |
| Louis Gossett Jr.                              | Apresentou o tributo In Memoriam                                               |
| Abraham Attah Jacob Tremblay                   | Apresentou a categoria de melhor curta-metragem                                |
| Lee Byung-hun Sofía Vergara                    | Apresentou a categoria de melhor filme estrangeiro                             |
| Joe Biden                                      | Introduziu a performance de "Til It Happens to You"                            |
| Quincy Jones Pharrell Williams                 | Apresentou a categoria de melhor trilha sonora original                        |
| Common John Legend                             | Apresentou a categoria de melhor canção original                               |
| Sacha Baron Cohen Olivia Wilde                 | Apresentaram os segmentos dos filmes Room e Brooklyn                           |
| J. J. Abrams                                   | Apresentou a categoria de melhor diretor                                       |
| Eddie Redmayne                                 | Apresentou a categoria de melhor atriz                                         |
| Julianne Moore                                 | Apresentou a categoria de melhor ator                                          |
| Morgan Freeman                                 | Apresentou a categoria de melhor filme                                         |

### Performances (em ordem de aparição)
| Nome(s)        | Papel           | Performance                                   |
| -------------- | --------------- | --------------------------------------------- |
| Harold Wheeler | Arranjo musical | Orquestra                                     |
| Sam Smith      | Performance     | "Writing's on the Wall" de Spectre            |
| The Weeknd     | Performance     | "Earned It" de Fifty Shades of Grey           |
| Dave Grohl     | Performance     | "Blackbird" durante o tributo In Memoriam     |
| Lady Gaga      | Performance     | "Til It Happens to You" de The Hunting Ground |

## Cerimônia

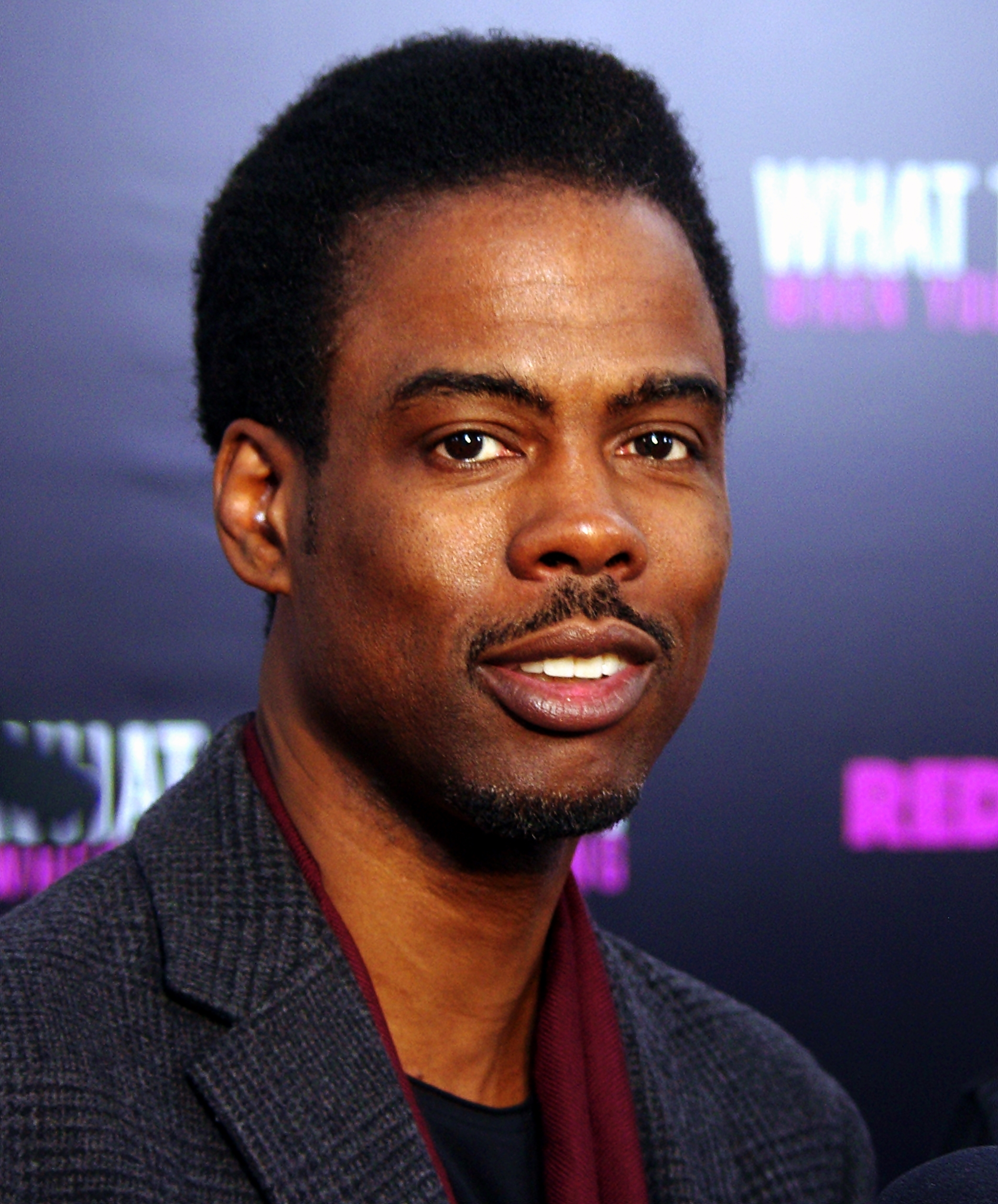
Chris Rock foi o anfitrião do Oscar 2016.

Devido à baixa audiência obtida pela cerimônia do Oscar 2015, os produtores Craig Zadan e Neil Meron que estavam três anos como produtores do Oscar, não retornaram aos cargos na 88.ª edição do prêmio. Para seus lugares, foram contratados David Hill e Reginald Hudlin em setembro de 2015 pela Academia de Artes e Ciências Cinematográficas (AMPAS). "Estamos muito satisfeitos por ter essa talentosa equipe a bordo", disse a presidente da Academia, Cheryl Boone Isaacs, em um comunicado de imprensa anunciando a decisão, "Hill é um verdadeiro inovador com personalidade dinâmica. Sua vasta experiência como produtor de eventos ao vivo, juntamente com sua energia, criatividade e o talento mútuo de Reginald como cineasta, certamente tornarão a transmissão deste ano inesquecível". Pouco depois da edição anterior, o ator Neil Patrick Harris anunciou que não seria o anfitrião do Oscar pelo segundo ano. Em uma entrevista para o The Huffington Post, ele disse: "não sei se a minha família, nem a minha alma, poderiam aceitar. Foi divertido estar a frente da apresentação, mas o tempo gasto e o esforço para a organização do evento foi exaustiva... não sei se é uma boa ideia repetir a experiência consecutivamente".
Com o desinteresse de Patrick Harris, em outubro de 2015, Hill e Hudlin selecionaram o ator e comediante Chris Rock para comandar a cerimônia. Eles justificaram o retorno de Rock como apresentador pela segunda vez: "Chris Rock é verdadeiramente o MVP, [mais valioso jogador], da indústria do entretenimento. Comediante, ator, escritor, produtor, diretor, documentarista - ele fez tudo. Ele será um fantástico anfitrião do Oscar!" O comandante do Oscar 2016, portanto, expressou grande apreço pela escolha dos produtores: "Estou muito feliz por apresentar a festa, é bom voltar". Inúmeras outras personalidades participaram da produção do evento em diversas áreas de organização. A radialista Ellen K foi selecionada para a locução, papel realizado no momento do anúncio dos vencedores. Byron Phillips e Harold Wheeler foram os responsáveis pela produção musical e direção musical, respectivamente. Pelo terceiro ano consecutivo, Derek McLane retornou à direção de arte do teatro onde a cerimônia ocorreu. Fatima Robinson coreografou os números de dança nas performances individuais. Pela primeira vez, as estatuetas foram confeccionadas pela empresa Polich Tallix Fine Art Foundry, em Nova Iorque.
Antes de introduzir a apresentação de Lady Gaga, indicada pela canção "Til It Happens to You", por The Hunting Ground, o vice-presidente dos Estados Unidos, Joe Biden, solicitou aos espectadores que participassem de um abaixo-assinado de apoio ao projeto It's On Us, que visava punir assédios sexuais no meio universitário. A Academia tem mais de seis mil membros aptos para votarem nos filmes indicados e vencedores, para a edição de 2016 foram convidados mais 322 novos membros. Entre eles estão os atores Emma Stone e Benedict Cumberbatch, os diretores Ira Sachs, François Ozon, Fernando Trueba e os brasileiros João Moreira Salles, Adriano Goldman e Sergio Mendes.

### Bilheteria dos filmes indicados
| Filme              | Pré-indicação (antes 14 jan.) | Pós-indicação (14 jan. – 28 fev.) | Pós-premiação (após 28 fev.) | Total          |
| ------------------ | ----------------------------- | --------------------------------- | ---------------------------- | -------------- |
| The Martian        | $226.6 milhões                | $1.8 milhões                      | $53,548                      | $228.4 milhões |
| The Revenant       | $54.1 milhões                 | $116.5 milhões                    | $11.9 milhões                | $182.6 milhões |
| Mad Max: Fury Road | $153.6 milhões                | –                                 | –                            | $153.6 milhões |
| Bridge of Spies    | $70.8 milhões                 | $1.4 milhões                      | $49,549                      | $72.3 milhões  |
| The Big Short      | $44.6 milhões                 | $23.9 milhões                     | $1.7 milhões                 | $70.2 milhões  |
| Spotlight          | $28.8 milhões                 | $10.3 milhões                     | $5.5 milhões                 | $44.6 milhões  |
| Brooklyn           | $22.8 milhões                 | $13.7 milhões                     | $1.6 milhões                 | $38.1 milhões  |
| Room               | $5.2 milhões                  | $8.2 milhões                      | $1.2 milhões                 | $14.7 milhões  |

No dia do anúncio dos filmes indicados, em 14 de janeiro de 2016, o valor bruto somado pelas oito obras na categoria principal era, no território norte-americano, de US$ 607 milhões, média de US$ 75.8 milhões por filme. Considerando essa data, The Martian assegurou a maior bilheteria entre os aparentes no Oscar 2016, totalizando US$ 226.6 milhões em recibos de mercado doméstico. Em seguida, aparecem Mad Max: Fury Road (US$153.6 milhões); Bridge of Spies (US$70.7 milhões); The Revenant (US$54.1 milhões); The Big Short (US$44.6 milhões); Spotlight (US$28.8 milhões); Brooklyn (US$22.7 milhões) e, finalmente, Room (US$5.1 milhões).
Dos cinquenta filmes mais lucrativos do ano de 2015, onze obras indicadas à cerimônia aparecem na lista: Star Wars: The Force Awakens (1.º); Inside Out (4.º); The Martian (8.º); Cinderella (9.º); Spectre (10.º); The Revenant (15.º); Fifty Shades of Grey (17.º); Straight Outta Compton (18.º); Mad Max: Fury Road (21.º); Creed (29.º) e Bridge of Spies (42.º).

### #OscarsSoWhite e crítica à falta de diversidade
Novamente, a Academia recebeu críticas pela pouca diversidade entre os indicados. O site Hollywood Reporter apurou que apenas 24% dos indicados são do sexo feminino. Entre os indicados nas categorias de melhor diretor, melhor ator, melhor ator coadjuvante, melhor atriz e melhor atriz coadjuvante nenhum deles é negro, assim como no ano anterior. A ativista e advogada April Reign, creditada como a criadora da hashtag #OscarsSoWhite (#OscarParaBrancos), manifestou massivamente nas redes sociais a falta de pluralidade: "está pior que o ano passado! melhor documentário, melhor roteiro, Oscar apenas para brancos! Até Straight Outta Compton, [filme de elenco afro-americano], só obteve indicações caucasianas". Como resultado, a Academia foi ridicularizada nas mídias e a hashtag se espalhou em diversos países. Além disso, a atriz Jada Pinkett Smith e o diretor Spike Lee, principal nome do Prêmio Humanitário Jean Hersholt, anunciaram planos de boicotar a cerimônia e encorajou outras personalidades a não assistirem à edição. O ator e modelo Tyrese Gibson e o rapper 50 Cent tentaram convencer Chris Rock a abandonar a apresentação.
Em resposta às críticas, vários indivíduos, incluindo membros da AMPAS, expressaram suas opiniões quanto à falta de diversidade. Alguns defenderam a Academia dizendo que as nomeações são baseadas no desempenho e no mérito, e não na etnia. A atriz Penelope Ann Miller, votante do Oscar, comentou: "votei em artistas negros e lamento que eles não tenham sido indicados. Aferir que a falta de diversidade é porque todos nós somos racistas é extremamente ofensivo. Eu não quero ser agrupada nesta categoria porque certamente não sou; apoio e aproveito o talento dos negros na indústria cinematográfica. Foi apenas um ano incrivelmente competitivo". Em uma entrevista para uma estação de rádio francesa, Charlotte Rampling, indicada a melhor atriz, disse que o plano de boicotar era uma espécie de "racismo contra brancos". O produtor de cinema Gerald R. Molen também se posicionou: "Não há racismo, exceto por aqueles que problematizam. Esse é o pior tipo. Usando um recurso tão baixo de se queixar".
A discussão tomou proporções ainda maiores durante a temporada de premiações, e diversas figuras do cinema corroboraram a falta de diversidade e apoiaram os esforços de mudança. Lupita Nyong'o escreveu: "estou desapontada com a falta de inclusão nas indicações da premiação deste ano, me fez pensar em preconceitos inconscientes e em méritos de prestígio em nossa cultura [...] demonstro apoio aos meus pares que pedem modificações nas histórias contadas e no reconhecimento das pessoas". Em um post no Facebook, Reese Witherspoon expressou sua frustração com a falta de diversidade entre os indicados e acrescentou: "nada pode diminuir a qualidade do trabalho, mas esses cineastas merecem reconhecimento; como membro da Academia, adoraria ver uma cerimônia mais diversificada". Durante uma entrevista, o então presidente dos Estados Unidos Barack Obama comentou sobre a controvérsia: "acredito que quando a história de todos é contada, a arte se torna melhor, o que faz com que todos se sintam parte de uma família americana. Dessa maneira, penso que, como um todo, a indústria cinematográfica deve fazer o que qualquer outra indústria deve fazer, procurar talentos e proporcionar oportunidades a todos".
Uma semana após o anúncio das indicações, a Academia anunciou várias mudanças de regras em relação à adesão, na expectativa de aumentar o número de mulheres e minorias até 2020. A partir de 2016, os novos membros também ganhariam privilégio de voto nos seguintes dez anos; após esse período, poderiam manter a supremacia na votação se mantivessem ativos no setor cinematográfico. A presidente Boone Isaacs afirmou que "a Academia vai recuperar as diversas figuras do meio, e as novas medidas terão um impacto imediato e começarão o processo de mudança significativa da composição da nossa associação". As novas ações também ocasionaram a remoção dos direitos de membros ausentes na indústria, como o ator Bill Mumy e a roteirista Patricia Resnick.
Na manhã da cerimônia, em 28 de fevereiro de 2016, a National Action Network, liderada pelo ativista de direitos civis Al Sharpton, protestou a poucas quadras do teatro Dolby, em favor da diversidade. "Vocês estão fora do tempo [...] Esta será a última noite do Oscar branco", disse Sharpton. Além disso, os cineastas afro-americanos Ryan Coogler e Ava DuVernay realizaram um evento de caridade abordando a crise hídrica, no mesmo horário da festa de gala, em Flint, chamado #JusticeForFlint (#JustiçaPorFlint). Apesar de os organizadores negarem que o evento estava sendo realizado como afronta, quase simultaneamente com o Oscar, muitos o viram como uma alternativa para não assistir à cerimônia.

### Piada sobre contadores asiáticos
Durante a cerimônia, Chris Rock colocou no palco três crianças de origem asiática que se apresentaram como contadores da PricewaterhouseCoopers (PwC): "eles nos enviaram seus representantes mais dedicados e precisos... sejam bem-vindos Ming Zhu, Bao Ling e David Moskowitz". Em seguida, acrescentou "se alguém se ofendeu com essa piada, por favor, tweet sua indignação em seu celular, que também foi feito por essas crianças". Em resposta a esse segmento, Judy Chu, integrante da Câmara dos Representantes dos Estados Unidos, expressou sua insatisfação com Rock, a rede ABC e a Academia: "não é justo protestar contra a exclusão de um grupo fazendo piadas à custa de outro. Estou tão decepcionada que a Academia e o ABC dependem de caracterizações ofensivas para se promover, especialmente devido à controvérsia sobre a falta de diversidade". A atriz Constance Wu comentou nas redes sociais que "expor crianças pequenas no palco simplesmente para serem alvo de uma piada racista é redutor e de mau gosto". Além disso, vinte e cinco membros da AMPAS de descendência asiática, incluindo Nancy Kwan, Sandra Oh, George Takei e o cineasta Ang Lee, escreveram uma carta denunciando o comentário do anfitrião: "à luz das críticas sobre #OscarsSoWhite, esperávamos que a transmissão proporcionasse à Academia um caminho harmonioso e a chance de apresentar um espetacular exemplo de inclusão e diversão. Em vez disso, a cerimônia foi marcada por uma abordagem xenofóbica do retrato dos asiáticos".
Em uma entrevista por telefone para a Associated Press, a presidente Boone Isaacs se desculpou em nome da Academia: "consigo entender a insatisfação e estamos organizando uma reunião para discutir o assunto, porque, como todos sabem, ninguém se propõe a ser ofensivo, e lamento muito o que aconteceu. Acredito que tudo pode ser resolvido com diálogo. E é isso que continuaremos a fazer: dialogar, ouvir e continuar a consertar".

### Presença lusófona
A única produção de um país lusófono que conseguiu uma indicação ao Oscar 2016 foi o brasileiro O Menino e o Mundo, na categoria de melhor animação. Os diálogos de O Menino e o Mundo foram gravados em português, porém as gravações foram invertidas, de forma a tornar as falas incompreensíveis. Além disso, o Ministério da Cultura do Brasil submeteu o filme Que Horas Ela Volta? para a apreciação da Academia ao prêmio de melhor filme estrangeiro, enquanto a Secretaria de Estado da Cultura de Portugal submeteu As Mil e Uma Noites, Volume 2: O Desolado. Quando foram anunciados os nove filmes pré-indicados ao prêmio de melhor filme estrangeiro em 18 de dezembro de 2015, nenhum dos dois filmes estavam entre os selecionados. No entanto, o filme colombiano El abrazo de la serpiente que contém cenas dialogadas em português, conseguiu ficar entre os cinco finalistas a melhor filme estrangeiro.

### Avaliação em retrospecto e audiência
A cerimônia recebeu críticas diversas por meio da crítica televisiva. Alguns meios de comunicação avaliaram positivamente a transmissão comandada por Rock. A jornalista Mary McNamara, do Los Angeles Times, escreveu: "a apresentação marcou alguns dos momentos mais poderosos já vistos na história da transmissão" e concluiu "depois de anos de dissidência por sua irrelevância, o evento deste ano se posicionou; os resultados foram diversos e o anfitrião levantou questões em seu habitual equilíbrio de indignação e humanidade". O colunista James Poniewozik, do The New York Times, comentou que "com Chris Rock, a Academia encontrou um sortudo anfitrião e opinador". Além disso, afirmou que "seu desempenho foi um exemplo de algo que a indústria ainda está tentando aprender: você pode alcançar a inclusão e o entretenimento, dando à pessoa certa a oportunidade certa". Joanne Ostrow avaliou no The Denver Post: "Rock cutucou pontos frágeis e provocou como ninguém antes havia feito".
Por outro lado, outros críticos avaliaram negativamente a festa de gala. Daniel Feinberg, colunista do The Hollywood Reporter, comentou que "Chris Rock liderou uma transmissão obrigada a se posicionar, mas ainda parecia perdido [...] foi uma falha total". Frazier Moore, membro da Associated Press, disse que "quando Rock não estava em cena, o vazio prevaleceu" e acrescentou: "a tentativa de diminuir a duração dos agradecimentos com a inserção de um texto na parte inferior da tela foi horrível. Se os espectadores quiserem assistir a uma transmissão com textos irritantes a toda hora, que um canal de notícias a cabo". Orlando Sentinel publicou um editorial que ressaltou: "nenhum anfitrião, por mais talentoso que seja, consegue transformar um formato enquadrado em um evento cintilante".
Em seu país de origem, a transmissão da ABC atraiu uma média de 34,42 milhões de telespectadores no decorrer do evento, índice 4% menor que a audiência do Oscar 2015. Estima-se que 58 milhões de pessoas assistiram parcial ou integralmente à cerimônia. Pelo Nielsen Ratings, também obteve números inferiores à edição anterior, total de 19,4 pontos. Além disso, apenas entre os espectadores de 18 a 49 anos, contabilizou 10,5 pontos. Foi a audiência mais baixa do Oscar desde a edição de 2008. Em julho de 2016, a transmissão foi indicada em nove categorias do Emmy Award, mas não conquistou nenhuma.
No Brasil, a cobertura foi realizada pela TNT e pela Rede Globo com tradução simultânea para o português, às 22h no horário de Brasília. Na rede fechada, Rubens Ewald Filho, Domingas Gerson e Karol Ribeiro conduziram a transmissão; na rede aberta, Maria Beltrão apresentou ao lado dos comentários de Glória Pires e Artur Xexéo. Cerca de 3,26 milhões de tweets citaram a cerimônia, em território nacional, das 18h30min de domingo às 5h do dia seguinte. Um dos fatos mais repercutidos foi a participação de Glória Pires na transmissão da Rede Globo, que, segundo Zean Bravo, d'O Globo, "foram inúmeros os memes e comentários sobre a performance da atriz durante e depois da premiação. Uma das brincadeiras que viralizaram nas redes sociais usava uma imagem de Gloria desanimada com a frase "Não sou capaz de opinar" - dita por ela quando Beltrão perguntou sobre as chances de Gaga levar o prêmio na categoria de melhor canção original".

## In Memoriam
O segmento anual In Memoriam homenageando profissionais do cinema que faleceram em 2015 foi introduzido por Louis Gossett, Jr.. Durante o tributo, Dave Grohl cantou a canção  "Blackbird" dos Beatles.
- Wes Craven
- Stan Freberg
- Saeed Jaffrey
- Miroslav Ondříček
- Robert Balser
- Lizabeth Scott
- Stuart Reiss
- Chantal Akerman
- Christopher Lee
- Robert Chartoff
- Murray Weissman
- Jerry Weintraub
- James L. White
- Theodore Bikel
- Robert Loggia
- Barbara S. Brogliatti
- Maureen O'Hara
- Gene Allen
- Omar Sharif
- Louis DiGiaimo
- Patricia Norris
- Dean Jones
- Ettore Scola
- Alan Rickman
- Haskell Wexler
- Karolyn Ali
- Tex Rudloff
- Richard Corliss
- John B. Mansbridge
- Alex Rocco
- Kirk Kerkorian
- Bob Minkler
- Douglas Slocombe
- David W. Samuelson
- James Horner
- Bruce Sinofsky
- Frank D. Gilroy
- Holly Woodlawn
- Elmo Williams
- Howard A. Anderson Jr.
- Roger Mayer
- Albert Maysles
- Melissa Mathison
- Richard Glatzer
- David Bowie
- Vilmos Zsigmond
- Daniel Gerson
- Leonard Nimoy

Profissionais notáveis que não foram incluídos destacam-se atores como Tony Burton, George Gaynes, Geoffrey Lewis e Abe Vigoda, e realizadores como Gene Saks, Manoel de Oliveira e Jacques Rivette.